# Чешаль
Чешаль (серб. Чешаљ / Češalj) — село в общине Вишеград Республики Сербской Боснии и Герцеговины. Население составляет 16 человек по переписи 2013 года.

## Географическое положение
Находится в 5 км к северо-востоку от Вишеграда. В километре от центра деревни находится гостиница «Вилина Влас».

## История
Чешаль первый раз упоминается в XVII веке как дом местных чеканников. Предполагается, что в XIX году здесь осели Вуковичи из Герцеговины.